# Little River Band (album)
Little River Band is het debuutalbum van de Australische rockgroep Little River Band. Het werd in Australië al in 1975 uitgebracht; de rest van de wereld volgde een jaar later. Het platenlabel wereldwijd was EMI Group, maar in verschillende landen werd het uitgebracht op sublabel Capitol Records. De singles "Curiosity (Killed the Cat)" en "Emma" werden dan ook niet wereldwijd uitgebracht, maar wel in Australië, waar ze redelijk succesvol waren. 
De band ging na de Australische release op een uitgebreide tournee, onder meer als voorprogramma van Queen en The Average White Band. In Nederland stonden ze tijdens die tournee op 3 oktober 1976 in het voorprogramma van The Hollies in het Haags Congrescentrum. Recensenten vonden de muziek verfrissend en tegen de countryrock aanleunen. Little River Band profiteerde tevens van een kortstondige belangstelling voor Australische muziek in de Benelux. Rond die tijd werd het album wereldwijd uitgebracht en kwam de derde single uit, een ingekorte versie van "It's a Long Way There". Uiteindelijk werd ook "I'll always call your name" nog als single getrokken.
De elpee bereikte de 12e plaats in Australië en de 80e plaats in de Verenigde Staten. In Nederland en België werd het album lauw ontvangen en bereikte geen noteringen. Dit stond haaks op de verkoopcijfers van de single It's a Long Way There; een van de vijf hits van de band in Nederland en in mindere mate in België.  

## Tracklijst
| Nr. | Titel                                | Duur |
| --- | ------------------------------------ | ---- |
| 1.  | It's a Long Way There (Goble)        | 8:39 |
| 2.  | Curiosity (killed the cat) (Birtles) | 3:40 |
| 3.  | Meanwhile (Shorrock)                 | 3:35 |
| 4.  | My lady & me (Goble)                 | 5:45 |
| 5.  | I’ll always call your name (Birtles) | 4:48 |
| 6.  | Emma (Shorrock)                      | 3:35 |
| 7.  | The man in black (Shorrock)          | 5:06 |
| 8.  | Statue of liberty (Shorrock)         | 3:28 |
| 9.  | I know it (Goble)                    | 3:21 |

Heruitgaven op compact disc werden soms aangevuld met bonustracks.

## Personeel

### Bezetting
- Beeb Birtles - zang, achtergrondzang, akoestische en elektrische gitaar
- Ric Formosa - akoestische en slidegitaar
- Graham Goble - zang, achtergrondzang, akoestische en elektrische gitaar, arrangementen voor zang
- Roger McLachlan - basgitaar
- Derek Pellicci – drumstel, percussie
- Glenn Shorrock – zang, achtergrondzang, percussie, mondharmonica

met
- Steve Cooney – clavinet (track 2), mandoline (track 9)
- Gary Hyde – percussie
- Peter Jones – orkestleider van strijkorkest en arrangementen, piano (tracks 1–5, 7–9)
- Col Laughnan – saxofoon (track 8)
- Ian Mason – piano (track 6)

### Productie
- Glenn Wheatly (producer)